# イアン・フリーマン
イアン・フリーマン（Ian Freeman、1966年10月11日 - ）は、イギリスの男性総合格闘家。イングランド・サンダーランド出身。マシーンMMA所属。元HOOKnSHOOT世界スーパーヘビー級王者。元Cage Rage世界ヘビー級王者。
イギリス人で初めてUFCレギュラー出場を勝ち取ったイギリス総合格闘技界のパイオニアであり、40歳を超えてなお試合に出場し続けている。

## 来歴
2000年7月23日、初参戦となったパンクラスでボブ・スタインズと対戦し、パンチでKO勝ち。
2001年2月4日、パンクラスで渋谷修身と対戦し、肋骨の負傷でギブアップ（パンクラスの公式記録はTKO）負け。
2001年11月17日、HOOKnSHOOTスーパーヘビー級（-120kg）王座決定戦でカーロス・バヘットと対戦し、3-0の判定勝ちを収め王座獲得に成功した。後に地域王座が新設されたため、フリーマンは元世界王者と紹介されている。

### UFC
2002年7月13日、地元イギリスで初開催されたUFC 38でフランク・ミアと対戦し、足関節狙いのミアにパウンドを浴びせてTKO勝ち。試合前日に死去した父に捧げる勝利となった。
2002年11月22日、UFC 40でアンドレイ・アルロフスキーと対戦し、TKO負け。

### Cage Rage
2004年11月27日、Cage Rage世界ヘビー級王座決定戦でライアン・ロビンソンと対戦し、TKO勝ちを収め王座獲得に成功した。ライトヘビー級への転向のため王座を即日返上した。
2006年7月1日、Cage Rage 17の世界ライトヘビー級タイトルマッチでメルヴィン・マヌーフと対戦し、フックでKO負けを喫し王座獲得に失敗した。
2006年9月30日、Cage Rage 18の英国ライトヘビー級タイトルマッチでマーク・エプスタインと対戦し、3-0の判定勝ちを収め王座獲得に成功した。その後、現在は英国ライトヘビー級王座を失っている（返上・剥奪のいずれの理由であるかは不明）。
2008年5月10日、1年7か月ぶりの復帰戦となったCage Rage 26の英国ライトヘビー級タイトルマッチでポール・カフーンと対戦し、3-0の判定勝ちを収め王座獲得に成功した。

## 戦績
| 総合格闘技 戦績 | 総合格闘技 戦績 | 総合格闘技 戦績 | 総合格闘技 戦績 | 総合格闘技 戦績 | 総合格闘技 戦績 | 総合格闘技 戦績 |
| --------------- | --------------- | --------------- | --------------- | --------------- | --------------- | --------------- |
| 27 試合         | (T)KO           | 一本            | 判定            | その他          | 引き分け        | 無効試合        |
| 19 勝           | 8               | 7               | 4               | 0               | 1               | 0               |
| 7 敗            | 4               | 3               | 0               | 0               | 1               | 0               |

| 勝敗 | 対戦相手                         | 試合結果                          | 大会名                                                                         | 開催年月日     |
| ○    | ポール・カフーン                 | 5分3R終了 判定3-0                 | Cage Rage 26: Extreme 【Cage Rage英国ライトヘビー級タイトルマッチ】            | 2008年5月10日  |
| ○    | マーク・エプスタイン             | 5分3R終了 判定3-0                 | Cage Rage 18: Battleground 【Cage Rage英国ライトヘビー級タイトルマッチ】       | 2006年9月30日  |
| ×    | メルヴィン・マヌーフ             | 1R 0:17 KO（パンチ連打）          | Cage Rage 17: Ultimate Challenge 【Cage Rage世界ライトヘビー級タイトルマッチ】 | 2006年7月1日   |
| ○    | ウィル・エルワーシー             | 1R TKO（パンチ連打）              | House of Pain: Fight Night 1                                                   | 2004年12月12日 |
| ○    | ライアン・ロビンソン             | 1R 2:44 TKO（パンチ連打）         | Cage Rage 9: No Mercy 【Cage Rage世界ヘビー級王座決定戦】                      | 2004年11月27日 |
| ○    | キース・デース                   | 2R 2:44 TKO（パンチ連打）         | Cage Warriors 5                                                                | 2003年11月2日  |
| △    | ヴァーノン・"タイガー"・ホワイト | 5分3R終了 判定1-1                 | UFC 43: Meltdown                                                               | 2003年6月6日   |
| ○    | ゲルハルト・エットル             | 1R 1:40 腕ひしぎ十字固め          | FFAA: Fight Night Championships 4                                              | 2003年2月22日  |
| ×    | アンドレイ・アルロフスキー       | 1R 1:25 TKO（スタンドパンチ連打） | UFC 40: Vendetta                                                               | 2002年11月22日 |
| ○    | フランク・ミア                   | 1R 4:35 TKO（パウンド）           | UFC 38: Brawl at the Hall                                                      | 2002年7月13日  |
| ○    | カーロス・バヘット               | 5分3R終了 判定3-0                 | HOOKnSHOOT: Kings 1 【HnSスーパーヘビー級王座決定戦】                          | 2001年11月17日 |
| ○    | スタニスラフ・ヌシック           | 1R 1:57 フロントチョーク          | FFAA: Fight Night Championship 3                                               | 2001年7月14日  |
| ×    | スタニスラフ・ヌシック           | 1R 0:20 KO（パンチ）              | M-1 MFC: Russia vs. The World 1                                                | 2001年4月27日  |
| ×    | ヴァレンタイン・オーフレイム     | 1R 1:42 TKO（ドクターストップ）   | 2H2H 2: Simply the Best                                                        | 2001年3月18日  |
| ×    | 渋谷修身                         | 1R 3:51 ギブアップ（肋骨の負傷）  | PANCRASE 2001 PROOF TOUR                                                       | 2001年2月4日   |
| ×    | ボブ・シュライバー               | 1R 1:28 TKO（ドクターストップ）   | IT'S SHOWTIME: Christmas Edition                                               | 2000年12月12日 |
| ○    | テッド・ウィリアムス             | 5分3R終了 判定3-0                 | UFC 27: Ultimate Bad Boyz                                                      | 2000年9月22日  |
| ○    | ボブ・スタインズ                 | 1R 2:38 KO（パンチ）              | PANCRASE 2000 TRANS TOUR                                                       | 2000年7月23日  |
| ○    | ネイト・シュローダー             | 2R 2:13 ギブアップ（パウンド）    | UFC 26: Ultimate Field of Dreams                                               | 2000年6月9日   |
| ×    | スコット・アダムス               | 1R 3:09 ヒールホールド            | UFC 24: First Defense                                                          | 2000年3月10日  |
| ○    | トラビス・フルトン               | 2R終了時 TKO（棄権）              | MB 1: The Beginning                                                            | 1999年12月5日  |
| ○    | デイブ・ショートビー             | 1R 2:02 TKO（パンチ連打）         | Total Fight KRG 5                                                              | 1999年10月3日  |
| ○    | キース・デース                   | 1R 0:46 フロントチョーク          | British Vale Tudo 【決勝】                                                     | 1999年8月28日  |
| ○    | マーク・ランボーン               | 1R 0:55 フロントチョーク          | British Vale Tudo 【1回戦】                                                    | 1999年8月28日  |
| ○    | カマル・ロック                   | 1R 3:55 アンクルホールド          | British Grand Prix '99 【決勝】                                                | 1999年6月27日  |
| ○    | スコッティ・スミス               | 1R 0:09 TKO（パンチ連打）         | British Grand Prix '99 【準決勝】                                              | 1999年6月27日  |
| ○    | トニー・ベイリー                 | 1R 1:32 フロントチョーク          | British Grand Prix '99 【1回戦】                                               | 1999年6月27日  |

## 獲得タイトル
- British Grand Prix '99 優勝（1999年）
- British Vale Tudo 優勝（1999年）
- 初代HOOKnSHOOTスーパーヘビー級王座（2001年）
- 第2代Cage Rage世界ヘビー級王座（2004年）
- 第2代Cage Rage英国ライトヘビー級王座（2006年）
- 第4代Cage Rage英国ライトヘビー級王座（2008年）